# Сібгатулла Моджадеді
Сібгатулла Моджадеді (пушту صبغت الله مجددي, нар. 21 квітня 1925 — пом. 11 лютого 2019) — пуштунський духовний лідер, командир моджахедів в 1989—1992, президент Афганістану в 1992. Народився у Гераті. Належить до суфійського ордену Накшбанді. В 1940-х студіював ісламську теологію в Каїрі. Повернувшись до Кабула, викладав теологію. Його сім'я піддавалась репресіям за часів правління Х. Аміна. В 1979 на території Пакистану заснував Національний фронт порятунку Афганістану. В 2004 головував на загальноафганському конгресі Лойя-джирга.